# Université nationale de General Sarmiento
L'université nationale de General Sarmiento (en espagnol : Universidad Nacional de General Sarmiento ou UNGS) est une université argentine située dans la province de Buenos Aires. Elle fut créée en 1993.